# Gaspard de Bragance
Gaspard de Bragance (Lisbonne, 8 octobre 1716 - Braga, 18 janvier 1789) est un fils illégitime du roi Jean V de Portugal, d'une relation avec Madeleine Maximum de Miranda (Madalena Maximum da Silva Miranda Henriques), le deuxième des soi-disant enfants de palhavã.
En 1758, l'infant Gaspard est nommé archevêque primat de Braga, succédant à son oncle Joseph de Bragance, lui-même un fils bâtard de Pierre II de Portugal.